# Marisa Inés Censabella
Marisa Inés Censabella es una lingüista, docente universitaria e investigadora argentina. En 2017 fue nombrada directora del Centro Científico Tecnológico (CCT) CONICET Nordeste, convirtiéndose en la primera mujer en ocupar ese cargo.

## Trayectoria académica
Su formación comenzó en la Universidad Nacional de Rosario, donde se graduó como Licenciada en Letras, con orientación en Lingüística. Cursó el Diplôme d’Etudes Approfondies en lingüística general y aplicada de la Universidad René Descartes, París V Sorbona. También obtuvo su título de Doctora en Letras Modernas por la Universidad Nacional de Córdoba.
Se desempeña como Investigadora Independiente en el Consejo Nacional de Investigaciones Científicas y Técnicas (CONICET) en el Instituto de Investigaciones Geohistóricas (IIGHI) en la ciudad de Resistencia, Chaco. Allí, dirige el Núcleo de Estudios en Lenguas Minoritarias Americanas (NELMA), creado en 2004 "para impulsar investigaciones básicas y aplicadas sobre aspectos lingüísticos y sociolingüísticos de las lenguas habladas en el Norte Grande Argentino y países limítrofes". Como investigadora, se especializa en el estudio de la variación lingüística y las lenguas indígenas de la Argentina. Actualmente investiga las ideologías lingüísticas en las políticas públicas vinculadas a las lenguas indígenas de la región del nordeste argentino (NEA).
Desde 2017 ocupa el cargo de Directora del Centro Científico Tecnológico (CCT) CONICET Nordeste, un centro de investigación y desarrollo que reúne a nueve institutos científicos de la región.
Dirige el Doctorado en Letras de la Facultad de Humanidades de la Universidad Nacional del Nordeste desde su creación en 2005. Se desempeña como Profesora Titular de Lingüística III en el Departamento de Letras de la Facultad de Humanidades de esa misma universidad.

## Publicaciones

### Libros
- 1999 Las lenguas indígenas en la Argentina. Una mirada actual (Buenos Aires, Eudeba).

### Capítulos
- 2017. Planificación de la adquisición en EIB. Un punto de vista poco explorado. En: Homenaje a Elvira Arnoux. Estudios de análisis del discurso, glotopolítica y pedagogía de la lectura y la escritura. Tomo 1. (Coordinado por Roberto Bein, Juan Eduardo Bonnin, Mariana di Stéfano, Daniela Lauria y María Cecilia Pereira. Buenos Aires: Editorial de la Facultad de Filosofía y Letras, Universidad de Buenos Aires)

- 2009. Chaco - Capítulo Cuatro. Atlas sociolingüístico de los pueblos indígenas de América Latina (Editado por Inge Sichra. La Paz: UNICEF y FUNPROEIB Andes)

### Artículos
- 2018. ¿Proceso de pragmaticalización o de gramaticalización? Contextos de uso del aplicativo "debajo" en qom/toba.
- 2015. Codificación del nombre colectivo en el español hablado por tobas: un análisis exploratorio desde la teoría de la gramaticalización inducida por contacto.
- 2004. Las lenguas indígenas del Chaco meridional y nordeste argentino: localización, vitalidad y prioridades de investigación.

## Entrevistas
Entrevista a Marisa Censabella y Mónica Medina en el programa "Un Buen Día", del canal Chaco TV. Año 2015.